# Shimonia timberlakei
Shimonia timberlakei is een vlinder uit de familie van de Metarbelidae. De wetenschappelijke naam van de soort is voor het eerst gepubliceerd in 2013 door Ingo Lehmann en Hossein Rajaei.
Deze soort komt voor in Congo-Kinshasa.